# Pelodiscus axenaria
Espèce
Synonymes
- Trionyx axenaria Zhou, Zhang & Fang, 1991

Statut CITES
Pelodiscus axenaria est une espèce de tortues de la famille des Trionychidae.

## Répartition
Cette espèce est endémique du Hunan en Chine.

## Publication originale
- Zhou, Zhang & Fang, 1991 : 鳖属一新种研 究初报. (Bulletin of a new species Trionyx.) Acta Scientiarum Naturalium Universitatis Normalis Hunanensis, Hunan Changsha, vol. 14, no 4, p. 379–382.